# Fara v Hodušíně
Fara v Hodušíně s číslem popisným 6 je barokní budova vystavěná v 18. století. Od roku 1963 patří mezi kulturní památky.

## Popis
Fara leží jižně od kostela sv. Václava. Stojí na obdélném půdorysu a je zastřešena valbovou střechu. Areál fary je tvořen farní budovou, ohradní zdí s branou a přilehlým dvorem, ve kterém se nacházejí stáje a stodola; tyto budovy však nejsou památkově chráněné. Exteriér je se štukovými šambránami. Interiér přízemí je klenutý, patro má stropy ploché, krov je barokní. Stavba se nachází ve velmi špatném až havarijním stavu. Krytina je vážně narušena, okna bez výplní a omítky degradované. Poškozen je rovněž ozdobný cihelný plot.

## Historie
Fara pochází z 18. století, roku 1797 prošla významnějšími úpravami.